# Охота на Вервольфа (мини-сериал)
«Охота на Вервольфа» — мини-сериал, военный экшн, производство «Пронто-фильм» и FILM.UA.

## Сюжет
Сюжет фильма разворачивается во времена Великой Отечественной войны. Советскому командованию становится известно о появлении на оккупированной территории нацистской ставки «Вервольф». Предполагается, что сюда, под Винницу, будет перенесена главная восточная ставка самого Гитлера.
Группа советских разведчиков под командованием майора Седова получает задание отправиться в тыл к противнику с целью сбора максимальной информации о новой Ставке. Однако до самого прибытия истинная цель операции разведчикам не сообщается. Более того, разведгруппа майора Седова даже не догадывается, что на самом деле они являются лишь пешками в большой игре. Но иногда именно пешка может нанести врагу самый тяжёлый удар…

## Признание и награды
«Через войну в кино — против войны в мире!» Под таким девизом в столице ЮФО прошёл VII международный фестиваль военного кино имени Юрия Николаевича Озерова, народного артиста СССР. В разделе «Сериал» лучшим назван проект «Охота на Вервольфа».

## В ролях
- Владимир Литвинов — майор Николай Седов
- Борис Галкин — майор Олег Гришин
- Вячеслав Разбегаев — штандартенфюрер СС Курт Йост
- Павел Трубинер — капитан Нестеров
- Михаил Ефремов — Адольф Гитлер
- Евгения Гладий — Катерина Тихомирова, снайпер
- Евгений Ефремов — лейтенант Семёнов, снайпер
- Владимир Кузнецов — Лебедев Семён Ипатьевич, картограф
- Александр Крыжановский — полковник Зотов Андрей Валерианович
- Олег Масленников — генерал Поляков
- Владимир Горянский — старшина Стахович
- Борис Абрамов — дивизионный комиссар Салов
- Виктор Шестаков — генерал-лейтенант Зарицкий
- Игорь Артюшенко — генерал-майор Василевич
- Владимир Ильенко — отец Лука
- Валерий Шалыга — командир партизанского отряда
- Евгений Пашин — оберштурмбанфюрер СС Штруве, военный комендант ставки «Вервольф»
- Алексей Зорин[укр.] — штандартенфюрер СС Даннер, начальник охраны ставки «Вервольф»
- Виталий Салий — Вилли
- Валерий Легин — Ганс
- Андрей Титов — Фриц
- Александр Качетков — дублёр Гитлера
- Ольга Бережная — Лени Рифеншталь
- Дмитрий Меленевский — каскадёр, постановочные бои
- Олег Стальчук[укр.] — закадровый перевод

## Съёмочная группа
- Режиссёры: Евгений Митрофанов, Татьяна Ходаковская
- Сценаристы: Денис Замрий, Константин Коновалов
- Оператор: Михаил Квирикадзе
- Художники: Михаил Левченко, Алексей Левченко